# Philippa Frederiksen
Vilhelmine 'Philippa' Amalie Frederiksen f. Heise (15. august 1870 i København – 21. april 1955) var en dansk skuespiller.

## Filmografi
- 1912 – Champagneruset
- 1912 – Brudegaven
- 1912 – Fødselsdagsgaven
- 1912 – Betroede midler
- 1912 – Dobbeltgængeren
- 1913 – Den fremmede Tjener
- 1914 – Manegens Børn
- 1914 – I Kammerherrens Klæder
- 1915 – Flyttedags-Kvaler
- 1915 – Frierscenen
- 1915 – Den gæve Ridder
- 1915 – Spøgelsestyven
- 1915 – En søvnig Brudgom
- 1915 – Tyvepak
- 1916 – Paraplyen
- 1917 – En hyggelig Morgenudflugt
- 1940 – Sommerglæder